# Cotinga cuablanca
La cotinga cuablanca (Xipholena lamellipennis) és un ocell de la família dels cotíngids (Cotingidae).

## Hàbitat i distribució
Habita boscos i palmeres de les terres baixes de l'est del Brasil.